# لودفيغ الثاني دوق هسن الأكبر
لويس الثاني دوق هسن الأكبر (بالألمانية: Ludwig II.)‏ (و. 1777 – 1848 م) كان دوق هسن الأكبر، ولد في دارمشتات، وتوفي فيها عن عمر يناهز 71 عاماً.

## جوائز
حصل على جوائز منها:
- نيشان فرسان القديس أندراوس.